# Chelophyes contorta
Chelophyes contorta is een hydroïdpoliep uit de familie Diphyidae. De poliep komt uit het geslacht Chelophyes. Chelophyes contorta werd in 1908 voor het eerst wetenschappelijk beschreven door Lens & van Reimsdijk. 